# Alex Hyde
Alex Hyde (Amburgo, 17 febbraio 1898 – Santa Monica, 7 luglio 1956) è stato un direttore d'orchestra e violinista statunitense.

## Biografia
Hyde nacque ad Amburgo, in Germania, il 17 febbraio 1898. La sua famiglia emigrò negli Stati Uniti nell'aprile 1898. Fu preparato da un violinista professionista.
Fondò la sua band di danza, la Romance of Rhythm Orchestra e suonò con loro a New York (1919-22) e in tutto il Nordamerica (1922-23). Dopo la prima guerra mondiale Hyde visitò la Germania e intrattenne il personale militare statunitense nella Renania allora occupata. La Romance of Rhythm Orchestra incise per la prima volta nel 1923 e quando visitarono la Germania nel 1924, pubblicarono del materiale sulla Deutsche Grammophon. Tra i solisti di Hyde per queste registrazioni figurano Howard McFarlane, il pianista Walker O'Neill e il sassofonista Eddie Grosso. Registrò come bandleader con una band diversa nel 1924-25, anche in Germania. Gene Sedric suona in alcune di queste incisioni.
Hyde incontrò Michael Danzi a New York e Danzi si unì alla neonata Alex Hyde Orchestra di Hyde.
Al suo ritorno negli Stati Uniti, diresse la sua agenzia di talenti, compose musica per bande Militari nell'United States Air Force e lavorò negli studios di Hollywood. Ha anche cogestito una compagnia di assicurazioni con i suoi fratelli. Uno dei suoi fratelli era il talent agent Johnny Hyde.
Hyde morì il 7 luglio 1956 a Santa Monica, California.